# 富士宮站
富士宮站（日语：／ Fujinomiya eki */?）是位於靜岡縣富士宮市中央町16番1號，東海旅客鐵道（JR東海）的身延線車站。車站編號是CC06。
此站是富士宮市的代表車站，位於富士宮市中心。此站是特急「富士川」停車站之一。曾經此站設有團體專用列車，接載前往日蓮正宗大石寺的乘客，自從日蓮正宗與創價學會於1991年（平成3年）對立後，使用人次開始減少。
在1969年（昭和44年）至1974年（昭和49年）之間，身延線南段（此站至富士站之間）陸續擴建為雙線鐵路。現時富士站至此站之間為雙線，此站至終點甲府站之間為單線。

## 歷史

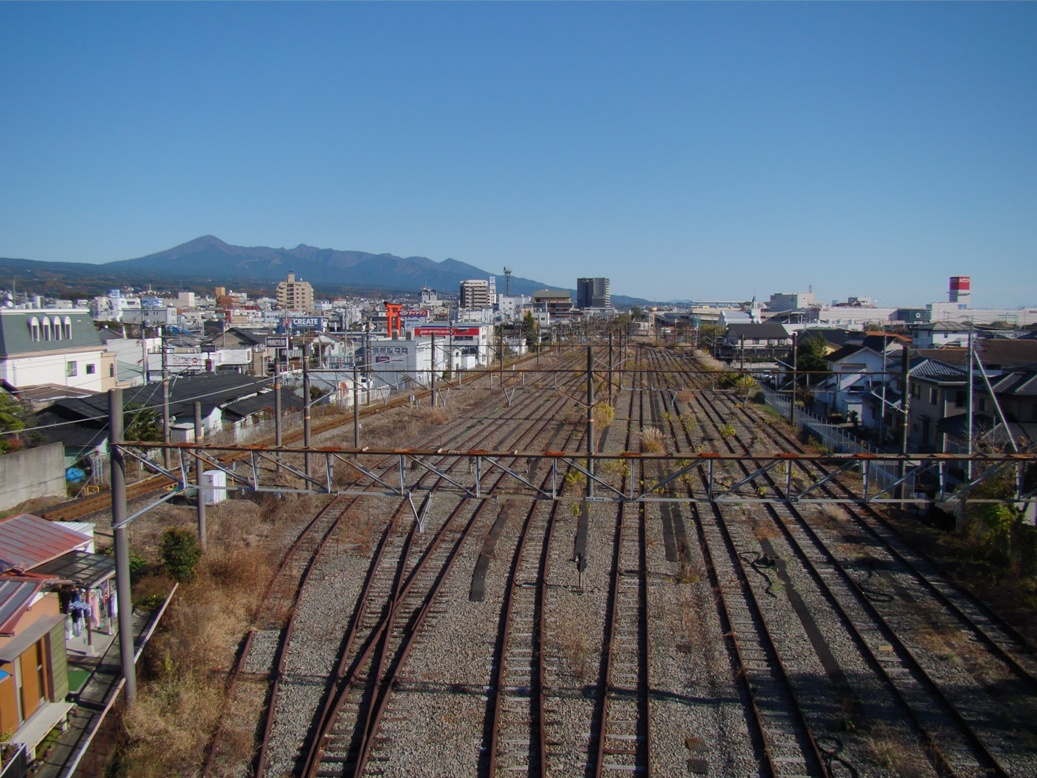
路軌、架空電纜和留置線的遺址（2008年9月）

- 1913年（大正2年）7月20日：富士身延鐵道富士站至此站之間開通，此站啟用。當時名為大宮町站（日语：／）[1][2]。為旅客和貨物車站[1]。
- 1915年（大正4年）3月1日：富士身延鐵道線此站至芝川站之間開通[2]。
- 1927年（昭和2年）6月20日：富士身延鐵道線電氣化[3]。
- 1938年（昭和13年）10月1日：富士身延鐵道借給鐵道省使用，成為身延線[2]。
- 1939年（昭和14年）3月9日：駛入至站前的富士軌道（日语：富士軌道）被發出廢止許可。
- 1941年（昭和16年）5月1日：富士身延鐵道正式國有化[2]。
- 1942年（昭和17年）10月1日：車站改名為富士宮站[1]。
- 1983年（昭和58年）7月：第二代車站大樓建成[4]。
- 1984年（昭和59年）1月16日：結束車載貨物起卸業務[1]。
- 1985年（昭和60年）3月14日：結束行李起卸業務[1]。
- 1987年（昭和62年）4月1日：伴隨國鐵分割民營化，車站由東海旅客鐵道（JR東海）營運[1]。
- 2007年（平成19年）2月28日：閘口與2、3號月台之間新設升降機和多功能廁所。
- 2008年（平成20年）4月6日：閘口和南出口之間新設升降機。
- 2008年（平成20年）10月10日：連接車站的行人天橋開通。
- 2009年（平成21年）1月：富士宮站附近開展JR身延線鐵道高架工程[5]，西邊的留置線遺蹟撤走。
- 2010年（平成22年）3月13日：此站開始可以使用IC卡「TOICA」[6]。
- 2012年（平成24年）4月14日：Penny紡績平交道西邊的高架部分開始使用。

## 車站構造
車站是一座地面車站，設有2面3線的混合式月台，包括了1面1線的單式月台和1面2線的島式月台。從車站北邊的月台編號順序為1號月台、2號月台和3號月台。在3號月台南側邊設有1條沒有月台的着發線。
2號月台是上行月台（富士方向），3號月台是下行月台（甲府方向）。在晚間，較長的1號月台會用作停泊電動列車。此外，1號月台也會用作臨時列車出發月台，以及其他特殊情況下才會使用。
富士宮站第一代車站大樓在1983年（昭和58年）建設，大樓是一座木造建築物。
此站設有車站大樓（跨站式站房），設有南北行人通道。車站設有北出口和南出口。1號月台也設有另一個出口，該出口為團體專用出口。車站大樓至各月台之間設有樓梯，但是前往1號月台的樓梯已經關閉，只有特別情況下才開放。另外，在月台靠近源道寺一方設有上蓋跨線橋連接各月台，但是一般情況下不可進入，該跨線橋在2019年撤走。
在大樓內設有JR全線售票處、自動售票機，以及身延線內（只限中間站）唯一設有自動閘機車站。車站大樓內也設有富士宮市觀光協會的資訊站和富士急靜岡巴士事務所。
為了提供無障礙環境，在2007年（平成19年），閘口與2、3號月台之間新設了升降機。車站內的升降機由JR東海、國家、靜岡縣和富士宮市共同資助建設。在2008年（平成20年），車站南出口與車站大堂之間新設升降機，隨後車站北出口一方也新設升降機。
此站是直營車站（設有站長和車站職員當值）。同時，此站管理身延線於靜岡縣內的各站，包括：柚木站、竪堀站、入山瀨站、富士根站、源道寺站、西富士宮站、沼久保站、芝川站、稻子站。合共9座車站。

### 月台
| 月台 | 路線                     | 上下行                   | 方向                     |
| ---- | ------------------------ | ------------------------ | ------------------------ |
| 1    | （臨時月台，通常為封閉） | （臨時月台，通常為封閉） | （臨時月台，通常為封閉） |
| 2    | 身延線                   | 上行                     | 富士方向                 |
| 3    | 身延線                   | 下行                     | 身延、甲府方向           |

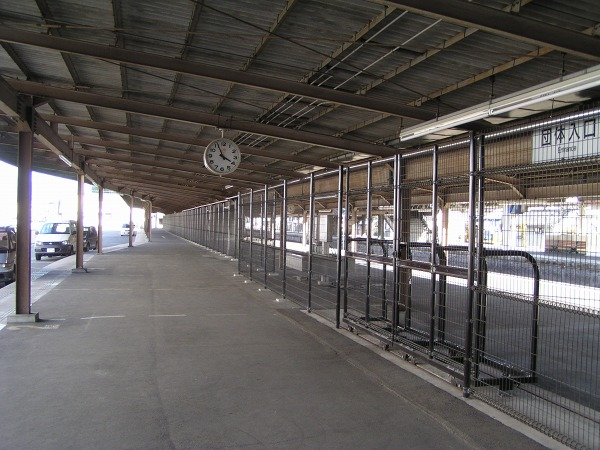
團體專用出入口（2006年3月）
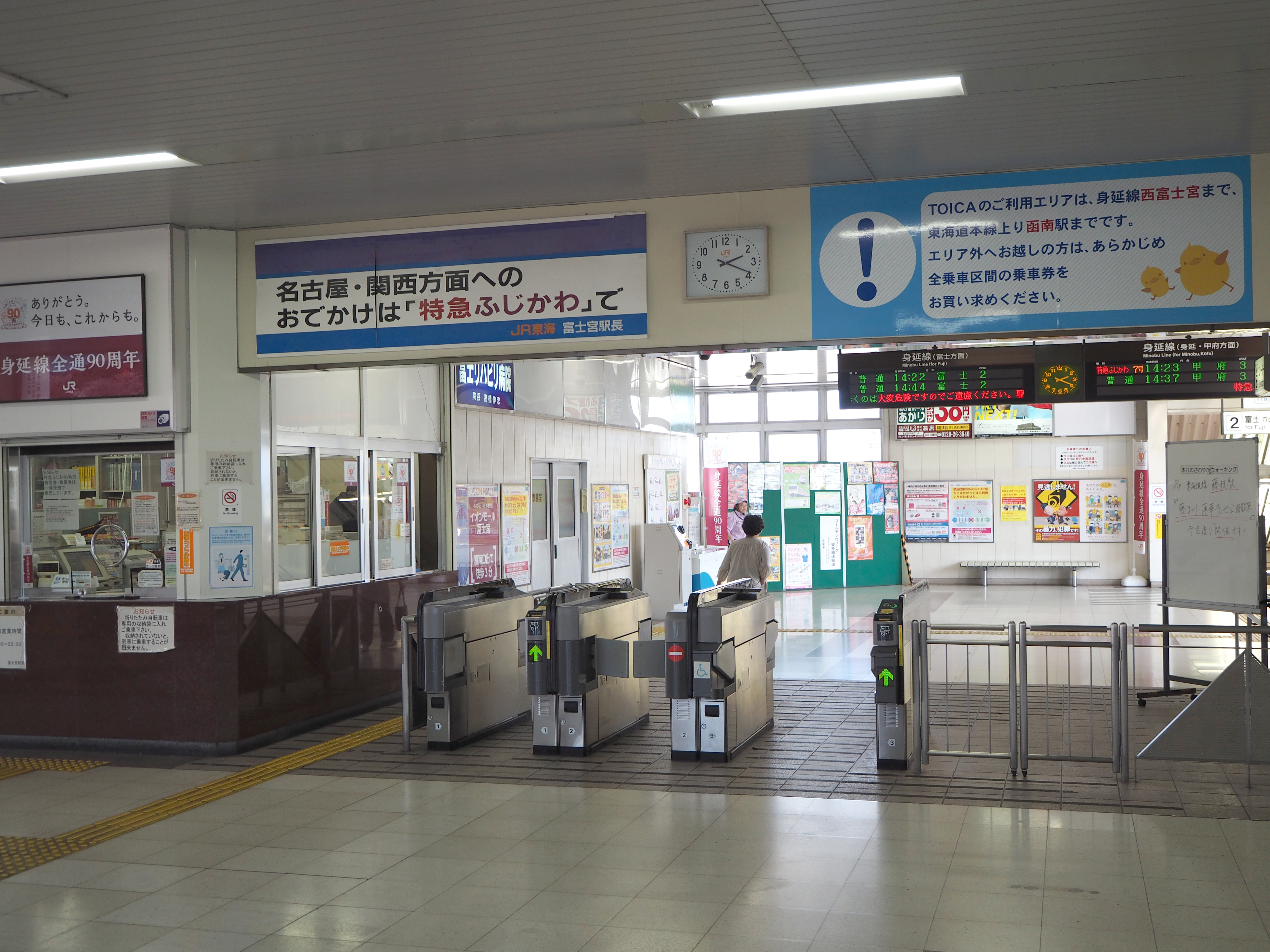
閘口（2018年4月）
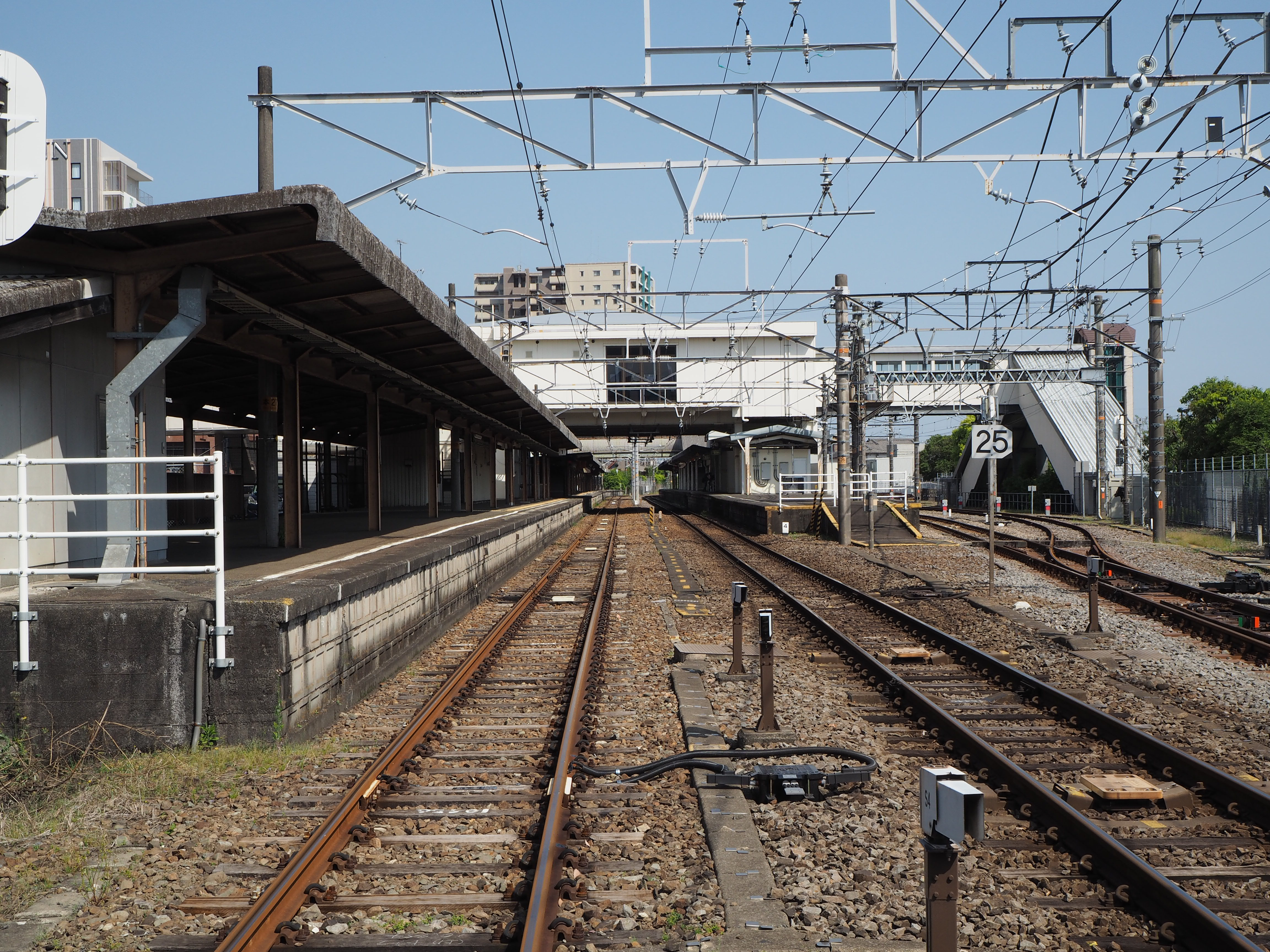
月台。左邊是1號月台，右邊是2、3號月台（2018年4月）
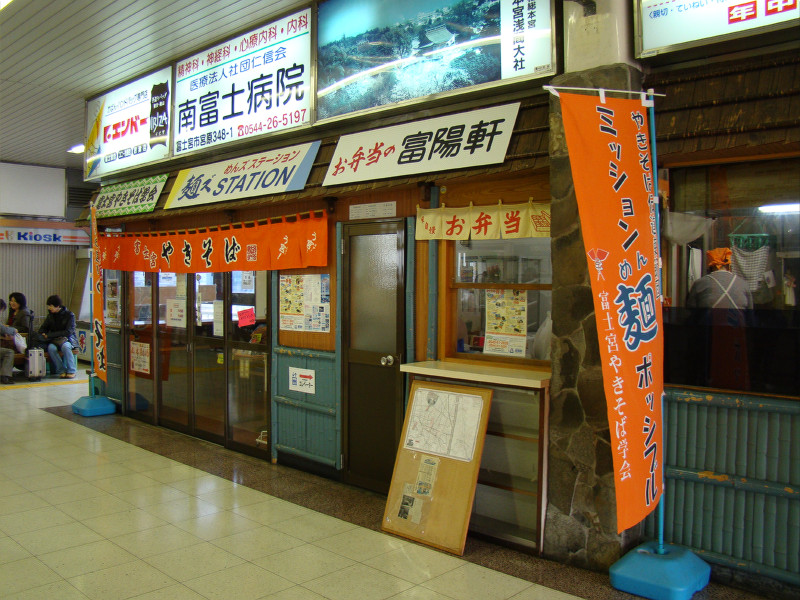
富陽軒的商店（2008年11月）
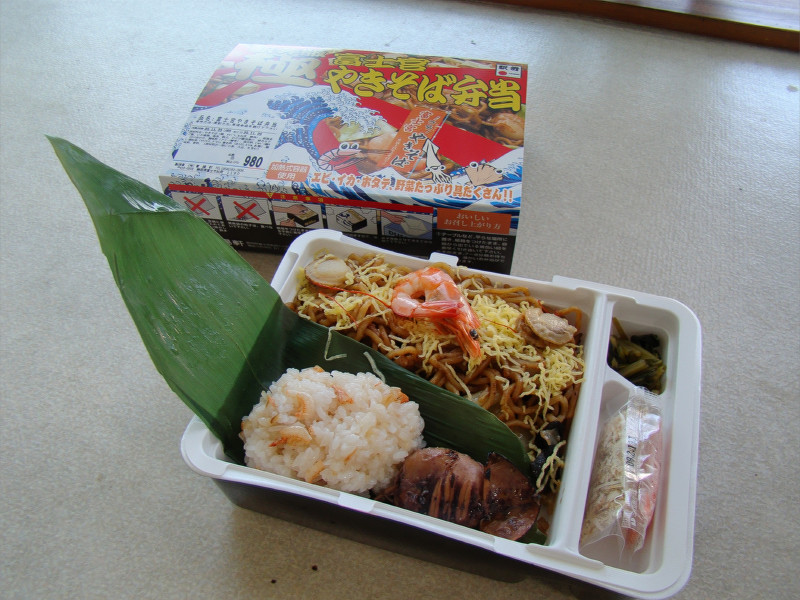
極 富士宮炒麵便當

## 使用狀況
此站是在身延線中間車站中最多人使用的車站。
以下為近年1日乘車人次列表：
| 乘車人次變化 | 乘車人次變化     | 乘車人次變化 |
| 年度         | 1日平均 乘車人次 |              |
| ------------ | ---------------- | ------------ |
| 1993年       | 3,567            |              |
| 1994年       | 3,370            |              |
| 1995年       | 3,246            |              |
| 1996年       | 3,110            |              |
| 1997年       | 2,856            |              |
| 1998年       | 2,745            |              |
| 1999年       | 2,585            |              |
| 2000年       | 2,510            |              |
| 2001年       | 2,547            |              |
| 2002年       | 2,544            |              |
| 2003年       | 2,550            |              |
| 2004年       | 2,496            |              |
| 2005年       | 2,449            |              |
| 2006年       | 2,444            |              |
| 2007年       | 2,369            |              |
| 2008年       | 2,334            |              |
| 2009年       | 2,254            |              |
| 2010年       | 2,252            |              |
| 2011年       | 2,161            |              |
| 2012年       | 2,241            |              |
| 2013年       | 2,314            |              |
| 2014年       | 2,212            |              |
| 2015年       | 2,314            |              |
| 2016年       | 2,358            |              |
| 2017年       | 2,401            |              |
| 2018年       | 2,445            |              |

## 車站周邊

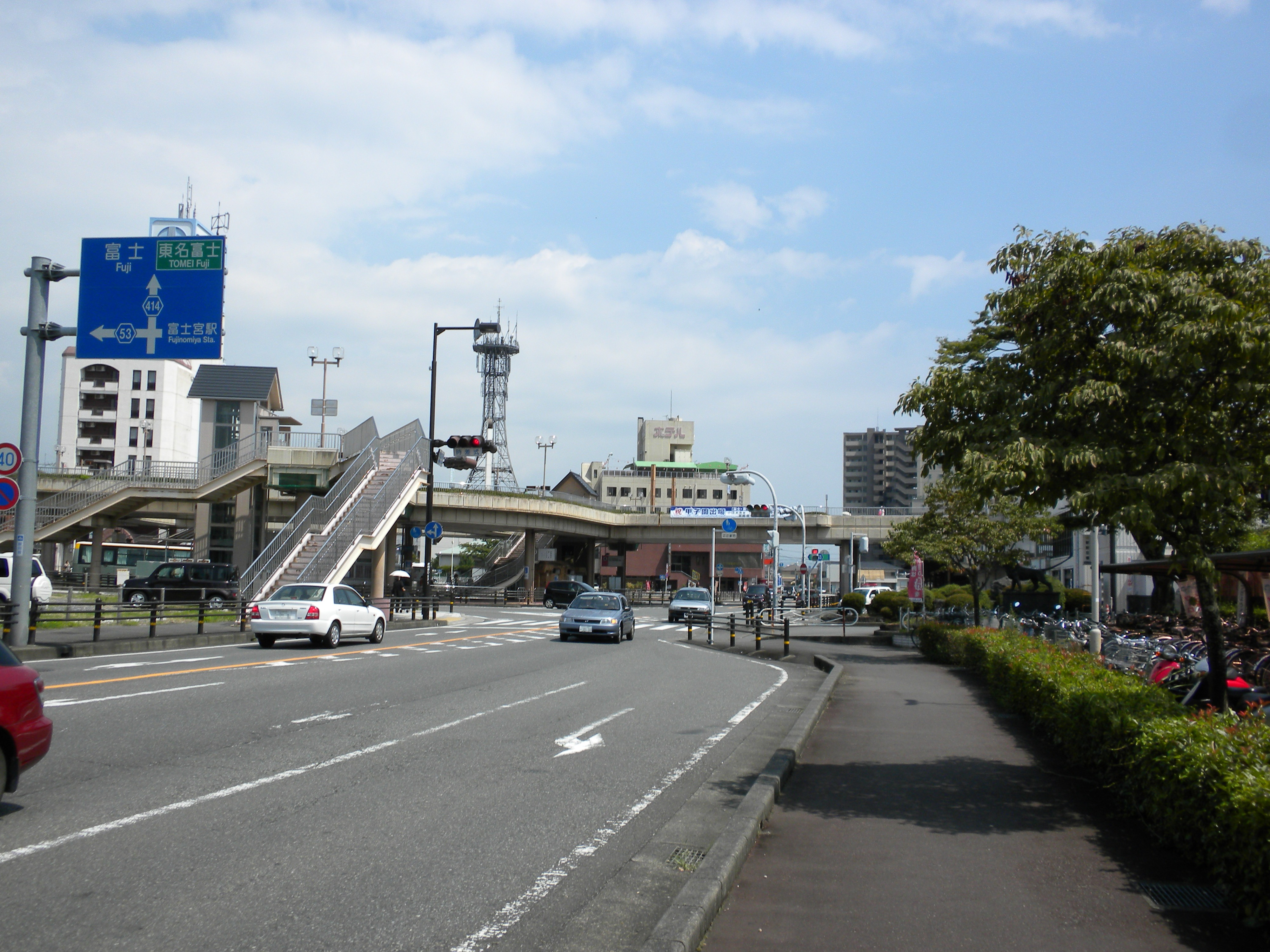
北出口站前（2010年8月）

車站位於富士宮市中心。

### 北出口
在北出口站前設有行人天橋連接跨站式站房。該天橋可前往巴士總站（富士宮站巴士站）。該總站設有富士急靜岡巴士和山梨交通巴士路線。另外，在夏季設有前往富士山的登山巴士。在北出口一方設有富士山本宮淺間大社的門前町。
以下為北出口附近的主要設施：
- 富士宮市政廳（日语：富士宮市役所）
- 富士山細流廣場（日语：富士山せせらぎ広場）
- 富士宮汽車學校（日语：富士宮自動車学校）
- 富士宮富士急酒店
- 靜岡縣富士山世界遺產中心（日语：静岡県富士山世界遺産センター）

### 南出口
南出口前設有站前廣場。
以下為出出口附近的主要設施：
- AEON Mall富士宮（日语：イオンモール富士宮）
- 富士宮市立醫院（日语：富士宮市立病院）

## 巴士路線
| 乘車處         | 乘車處                                   | 系統                                                                                   | 主要途經                                | 目的地                    | 巴士公司                  | 備註 |
| -------------- | ---------------------------------------- | -------------------------------------------------------------------------------------- | --------------------------------------- | ------------------------- | ------------------------- | ---- |
|                | 1                                        | S04 快速                                                                               | 源道寺、傳法二丁目                      | 新富士站                  | 富士急靜岡巴士 富士急巴士 |      |
| S06 特急       | 1                                        |                                                                                        | 新富士站                                | 富士急靜岡巴士            | 只限星期六及假日          |      |
| S7             | 1                                        | 源道寺、下天間、峰畑、傳法二丁目、吉原中央站                                           | 新富士站                                | 富士急靜岡巴士            |                           |      |
| S141           | 1                                        | 源道寺、下天間、峰畑、傳法二丁目                                                       | 吉原中央站                              | 富士急靜岡巴士            |                           |      |
| 2              | 富士宮市內定期觀光巴士「強力君」上午路線 | 山宮淺間神社、村山淺間神社、淺間大社                                                   | 富士宮站                                | 富士急靜岡巴士            | 只限星期六及假日          |      |
| 2              | 富士宮市內定期觀光巴士「強力君」下午路線 | 白絲瀑布、田貫湖、人穴富士講遺蹟、富士Milkland、富士高砂酒造、淺間大社                 | 富士宮站                                | 富士急靜岡巴士            | 只限星期六及假日          |      |
| 2              | S04 快速                                 | 靜岡縣富士山世界遺產中心、白絲瀑布入口、朝霧高原、本栖湖、精進、河口湖站、富士急樂園   | 富士山站                                | 富士急靜岡巴士 富士急巴士 |                           |      |
| 2              | S06                                      | 靜岡縣富士山世界遺產中心、北高前、本門寺入口、白絲瀑布                                 | 休暇村富士                              | 富士急靜岡巴士            | 只限星期六及假日          |      |
| 2              | S7                                       |                                                                                        | 靜岡縣富士山世界遺產中心                | 富士急靜岡巴士            |                           |      |
| 2              | S11                                      | 北高前、本門寺入口                                                                     | 白絲瀑布                                | 富士急靜岡巴士            |                           |      |
| 2              | S12                                      | 北高前、本門寺入口、白絲瀑布、內野                                                     | 足形                                    | 富士急靜岡巴士            |                           |      |
| 2              | S13                                      | 北高前、本門寺入口、白絲瀑布、內野・足形                                               | 豬之頭                                  | 富士急靜岡巴士            |                           |      |
| 2              | S16                                      | 北高前、本門寺入口、白絲瀑布、內野                                                     | 休暇村富士                              | 富士急靜岡巴士            |                           |      |
| 2              | S6                                       | 北高前、本門寺入口、白絲瀑布、內野、休暇村富士                                         | 豬之頭                                  | 富士急靜岡巴士            |                           |      |
| 2              | S18                                      | 北高前                                                                                 | 富士宮體育公園                          | 富士急靜岡巴士            | 只於夏季行走              |      |
| 2              |                                          |                                                                                        | 富士櫻自然墓地公園                      | 富士急靜岡巴士            | 季節性服務                |      |
| 2              |                                          | 星山台、北松野、富士川站                                                               | 蒲原醫院                                | 山梨交通                  |                           |      |
| 3              | S73 快速                                 | 萬野團地入口、十里木高原                                                               | Grinpa（Yeti）                          | 富士急靜岡巴士            | 只在營業日服務            |      |
| 3              | S101                                     | 萬野團地入口                                                                           | 萬野團地                                | 富士急靜岡巴士            | 只於平日服務              |      |
| 3              | S102 萬野粟倉循環                        | 萬野團地入口、萬野團地、粟倉團地、富士見丘                                             | 富士宮站                                | 富士急靜岡巴士            |                           |      |
| 3              | S111                                     | 赤坂、富士腦研醫院、中野                                                               | 曾比奈                                  | 富士急靜岡巴士            |                           |      |
| 3              | S229                                     | 赤坂、富士腦研醫院、中野                                                               | 吉原中央站                              | 富士急靜岡巴士            |                           |      |
| 3              | 宮1                                      | 富士宮站南口、AEON Mall富士宮、西公民館、富士宮市政廳                                  | 綜合福祉會館                            | 宮巴士                    |                           |      |
| 3              | 宮2                                      | 西公民館、AEON Mall富士宮、富士宮站南出口、西富士宮站                                  | 綜合福祉會館                            | 宮巴士                    |                           |      |
| 4              | S103 粟倉萬野循環                        | 富士見丘、粟倉團地、萬野團地、萬野團地入口                                             | 富士宮站                                | 富士急靜岡巴士            |                           |      |
| 4              | S105 粟倉萬野循環                        | 橋戶、粟倉團地、萬野團地、萬野團地入口                                                 | 富士宮站                                | 富士急靜岡巴士            |                           |      |
| 4              | S106                                     | 橋戶、粟倉團地                                                                         | 二本松                                  | 富士急靜岡巴士            | 平日只有1班               |      |
| 5              | S111                                     |                                                                                        | 西富士宮站                              | 富士急靜岡巴士            |                           |      |
| 5              | S121                                     | 西富士宮站、富丘、青木平、大石寺入口                                                   | 上條                                    | 富士急靜岡巴士            |                           |      |
| 5              | S131                                     | 西富士宮站、大中里、柚野公民館                                                         | 上柚野                                  | 富士急靜岡巴士            |                           |      |
| 6              |                                          | 綠營場                                                                                 | 富士山富士宮口五合目                    | 富士急靜岡巴士            | 夏季服務                  |      |
| 高速巴士       | 富士山Liner                              | 京都站八條口、大阪站前（地下鐵東梅田站）、近鐵難波站西出口（OCAT大廈）                 | 天王寺站（阿倍野Harukas）               | 富士急巴士 近鐵巴士       | 夜行班次                  |      |
| 高速巴士       | 炒麵EXPRESS                              | 東名江田、東名向丘、六本木新城（星期六及假日部分停站）、霞關                           | 東京站日本橋出口                        | 富士急靜岡巴士            |                           |      |
| 富士宮站南出口 |                                          | 宮1                                                                                    | AEON Mall富士宮、西公民館、富士宮市政廳 | 綜合福祉會館              | 宮巴士                    |      |
| 富士宮站南出口 | 宮2                                      | 西富士宮站                                                                             |                                         | 綜合福祉會館              | 宮巴士                    |      |
| 富士宮站南出口 | 宮3                                      | 小泉、出水、富士宮市政廳                                                               | 富士宮站南出口                          | 平日只有3班               | 宮巴士                    |      |
| 富士宮站南出口 | 宮3                                      | 富士宮市政廳、出水、小泉                                                               | 富士宮站南出口                          | 平日只有3班               | 宮巴士                    |      |
| 富士宮站南出口 | 宮5                                      | AEON Mall富士宮、綜合福祉會館、富士宮市民體育館、綜合福祉會館、中原町、AEON Mall富士宮 | 富士宮站南出口                          | 平日只有3班               | 宮巴士                    |      |
| 富士宮站南出口 | 宮5                                      | AEON Mall富士宮、中原町、綜合福祉會館、富士宮市民體育館、綜合福祉會館、AEON Mall富士宮 | 富士宮站南出口                          | 平日只有3班               | 宮巴士                    |      |
| 富士宮站南出口 | 宮13                                     | AEON Mall富士宮、沼久保、香葉台、芝川站                                                | 芝川會館                                | 平日和星期六只有2班       | 宮巴士                    |      |
| 富士宮站南出口 | 宮14                                     | AEON Mall富士宮、西富士宮站、稗久保、新田、香葉台、芝川站                              | 芝川會館                                | 平日和星期六只有1班       | 宮巴士                    |      |
| 富士宮站南出口 | 宮14                                     | AEON Mall富士宮、西公民館、稗久保、新田、川合                                          | 芝川會館                                | 平日和星期六只有1班       | 宮巴士                    |      |

## 相鄰車站
東海旅客鐵道（JR東海）
 身延線
- 特急「富士川」停車站

源道寺（CC05）－富士宮（CC06）－西富士宮（CC07）

## 注腳
1. 1 2 3 4 5 6  『停車場変遷大事典 国鉄・JR編 2』 JTB、1998年、88頁
2. 1 2 3 4  『停車場変遷大事典 国鉄・JR編 1』 JTB、1998年、155頁
3. ↑  曾根悟（監修）. 朝日新聞出版分冊百科編集部（編集） , 编. . 週刊 歴史でめぐる鉄道全路線 国鉄・JR (朝日新聞出版). 2009-07-26, (3): 22 （日语）.
4. ↑  日本国有鉄道旅客局企画編集 『日本国有鉄道 停車場一覧 - 昭和60年6月1日現在』 日本交通公社，1985年，228頁
5. ↑  富士宮駅付近JR身延線鉄道高架事業 （页面存档备份，存于）（日語），靜岡縣富士土木事務所
6. ↑   (PDF) (新闻稿). 東海旅客鉄道. 2009-12-21  [2020-12-19]. （原始内容存档 (PDF)于2020-12-19） （日语）.
7. ↑  都市計画課 駅周辺整備係 （页面存档备份，存于）（日語）（富士宮市官方網站）
8. 1 2  東海旅客鉄道編 『東海旅客鉄道20年史』 東海旅客鉄道、2007年
9. 1 2  用車站時間表的方向資訊。詳情參見JR東海官方網站的各站時間表 （页面存档备份，存于）（截至2015年1月）。
10. ↑  「靜岡縣統計年鑑」
11. ↑  「富士宮市之統計」
12. ↑  「富士宮市中心市街地活性化基本計画」 （页面存档备份，存于）（日語）（富士宮市官方網站）
13. ↑  富士登山情報 （页面存档备份，存于）富士宮市官方網站 （页面存档备份，存于）（日語）

## 外部連結
- JR東海 富士宮站 （页面存档备份，存于）（日語）